# Qigu Tan

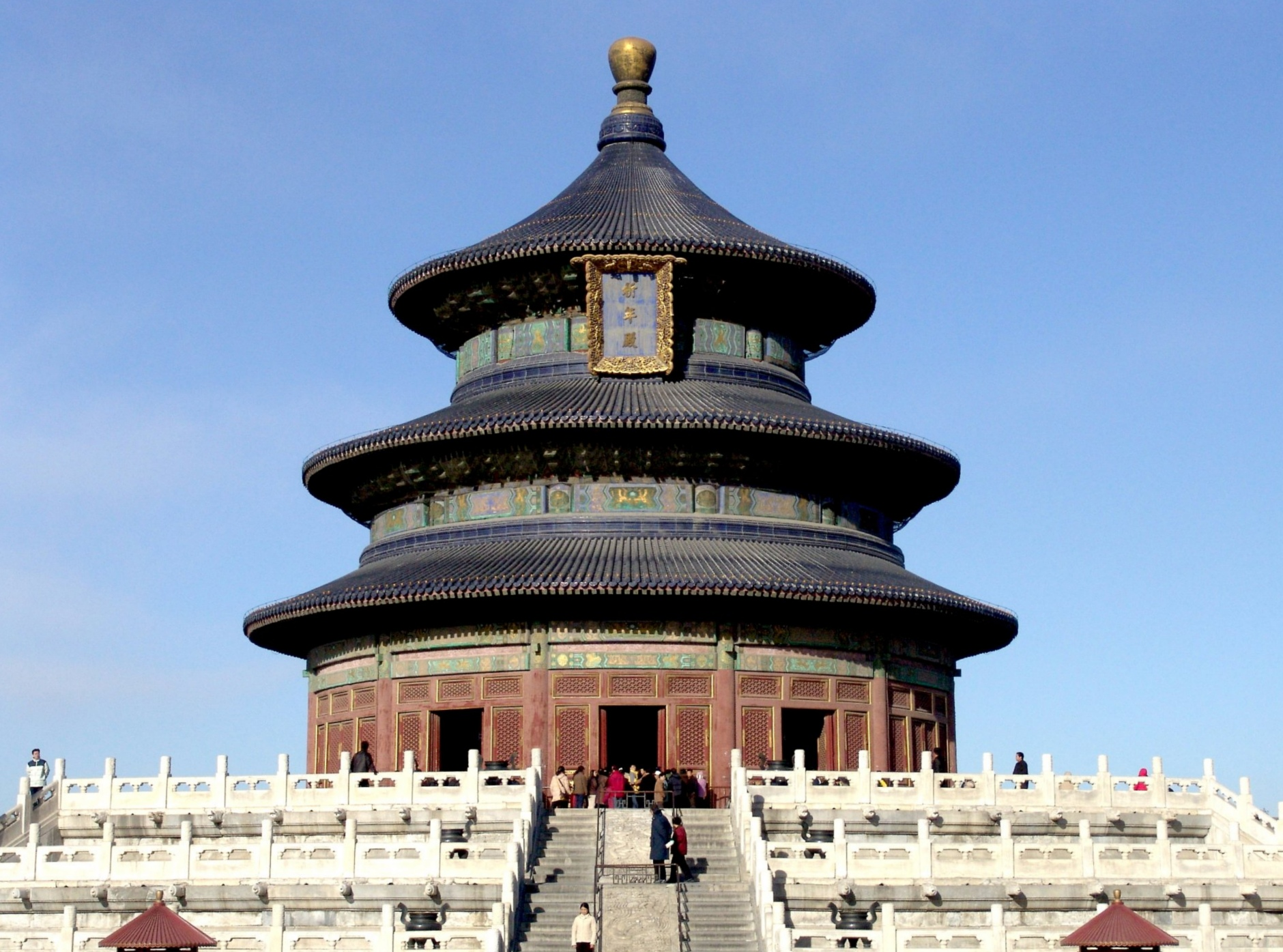
Qinian Dian (Halle der Ernteopfer)

Der Qigu Tan (Altar der Ernteopfer) ist ein Altar des Himmelstempels in Peking. Er liegt im Norden, der Huanqiu Tan (Himmelsaltar) im Süden. Sie sind durch eine 360 m lange Terrasse, die "Brücke der Roten Palaststufen" (Danbi Qiao) miteinander verbunden. Seine Haupthalle ist die Qinian Dian (Halle der Ernteopfer), ein dreistöckiges rundes Bauwerk auf einer dreistufigen Marmorterrasse. Es wurde 1420 von Kaiser Yongle errichtet, brannte 1889 ab und wurde 1890 wieder aufgebaut. Am 8. Tag des ersten Monats des chinesischen Mondkalenders erbat der Kaiser hier eine reiche Getreideernte.